# Écologie intégrale
 (mars 2025).
Motif : Article non centré qui ne respecte ni WP:NPOV ni WP:SPS. On y trouve pêle-mêle des sources primaires catholiques, des sources primaires de la droite politique et des sources primaires d'un anticatholicisme flamboyant. En résumé : des passages entiers sont hors sujet, rédigés à partir de sources primaires militantes, et ressemblent trop à des propos haineux pour convenir à une encyclopédie.
L'écologie intégrale est une approche transdisciplinaire ou holistique de l'environnement prônée notamment par le catholicisme depuis 2015 et dans le mouvement intégral autour de Ken Wilber.
Le terme apparaît pour la première fois vers la fin des années 1950 aux États-Unis dans le domaine de la biologie. Il apparaît ensuite de manière sporadique dans les années 1970 dans le mouvement New Age avec Ervin Laszlo, dans les années 1980 et 1990 en France dans le mouvement royaliste en lien avec le nationalisme intégral de Maurras, en Amérique du Sud chez le théologien de la libération Leonardo Boff et aux États-Unis chez Thomas Berry. Au début des années 2000, le terme est utilisé en France par Alain de Benoist pour la Nouvelle Droite et Falk van Gaver dans le catholicisme traditionaliste. Parallèlement, aux États-Unis se développe le mouvement de théorie intégrale autour de Ken Wilber qui utilise pour la première fois le terme en 2000. Ses suiveurs Michael E. Zimmerman et Sean Esbjörn-Hargens étendent la notion d'écologie intégrale et ses applications.
L'encyclique papale Laudato si' met en avant la notion d'écologie intégrale, dans le prolongement du développement humain intégral et du respect de la nature prônés par la Doctrine sociale de l'Église catholique.
Des divergences d'interprétation entre intégral et intégriste et des approches néo-païennes ou chrétiennes de l'écologie intégrale donnent lieu à des débats en France.

## Historique

### 1958, première occurrence dans les sciences
La première occurrence du terme écologie intégrale apparaît à la fin des années 1950 dans le domaine de la biologie marine.
Le terme « integral ecology » est attesté pour la première fois en 1958 dans le traité Marine Ecology du biologiste marin Hilary B. Moore. Pour lui, l'écologie intégrale devrait constituer la troisième phase d'un bilan environnemental d'abord réalisé par la synécologie (l'étude des populations d'organismes dans un biotope), puis l'autoécologie (l'étude d'un organisme individuel dans son milieu). L'écologie intégrale permettrait alors la reconstitution de ces composantes en un tout, permettant de vérifier qu'une approximation raisonnable du complexe de départ est bien réalisée.
Pour une compréhension complète de l'écologie, Hilary B. Moore en appelait à une vision plus large de l'approche scientifique traditionnelle de l'écologie et l'addition d'une étape transdisciplinaire aux analyses spécialisées.
Il visualise ces étapes comme les trois parties d'un cercle, la synécologie étudiant le champ large, l'autoécologie différenciant ce champ en ses composantes, et l'écologie intégrale recombinant le tout en l'ensemble original.
A une époque où peu d'espèces marines avaient été étudiées, l'écologie intégrale restait, selon lui, un but à atteindre dans le futur grâce à l'évolution des technologies.
Des mentions du terme apparaissent sporadiquement dans les décennies suivantes dans des pays et des milieux différents.

### 1972, Ervin László, l'écologie intégrale de la nature
En 1972, le théoricien des systèmes Ervin László utilise de manière isolée le terme « integral ecology » dans le livre Introduction to systems philosophy; toward a new paradigm of contemporary thought, dans la section « Framework for a New Age theory ». Dans une de ses interprétations d'une recherche scientifique citée pour illustrer son propos, Laszlo postule qu'il y aurait une écologie intégrale de la nature, avec son propre équilibre interne, au sein duquel les espèces se maintiendraient volontairement grâce à des changements subtils de la biochimie liée au stress.
La recherche scientifique citée portait sur la régulation des populations d'animaux :
« Il est maintenant devenu évident que les individus et les espèces ne poursuivent même pas leur buts reproductifs de base en toute indépendance, mais manifestent des restrictions, grâce à quoi ils se maintiennent dans les limites de l'équilibre de l'écologie intégrale de la nature. ».
Mais Laszlo a tendance à s'appuyer parfois sur des scientifiques qui ne sont pas de premier plan pour faire des généralisations sur des tendances convergentes de toutes les sciences modernes.

### 1984, Masson, l'écologisme intégral
En 1984 en France, le militant royaliste Jean-Charles Masson énonce le concept d'« écologisme intégral » dans le mensuel de l’Union Royaliste Provençale « Je suis français ». En deux articles intitulés Jalons pour un écologisme intégral, dont le titre est inspiré par le nationalisme intégral prôné au début du XXe siècle par Charles Maurras dans les cercles royalistes de l'Action française, il propose une réponse à la question du déracinement.
Face à une modernité qu'il estime décadente et médiocre, Masson fait le constat que « l’esprit révolutionnaire et l’individualisme égoïste se développent sur le déracinement économique » dont « l’inhumanité des villes, le sac de la nature ne sont que les effets visibles ». Masson appelle alors à un « réenracinement » pour « dénomadiser » la France, un changement radical de société dans tous ses aspects qui justifie le qualificatif d’« intégral ».
Anti-rousseauiste, il connecte la question morale à celle de l'environnement : « Qu’on refleurisse demain toutes les cités dortoirs de France et de Navarre, on n’aura pas pour autant supprimé la pitoyable condition morale des familles qui s’y entassent. ».
Pour lui, l’écologisme intégral est « la défense de l’homme total tel que le définit la tradition latino-chrétienne ».
Le terme d'écologie intégrale apparaît de manière indépendante chez trois auteurs entre 1995 et 2000.

### 1995, Boff, pour une écologie intégrale
En 1995, dans un article intitulé Ecology and poverty: Cry of the earth, cry of the poor (L'écologie de la pauvreté, cri de la terre, cri des pauvres), le théologien de la libération Leonardo Boff en appelle à une écologie intégrale :
« La demande aujourd'hui se fait plus pressante pour une écologie intégrale qui articule tous ces aspects dans l'optique de trouver une nouvelle alliance entre les sociétés et la nature, qui résultera dans la conservation du patrimoine de la terre, le bien-être socio-cosmique et le maintien des conditions qui permettront à l'évolution de continuer la course qu'elle suit maintenant depuis 15 milliards d'années. ».
Constatant le manque de coordination entre les différentes théories écologiques et la multiplicité des pratiques, Boff et Elizondo en appellent à une écologie intégrale qui articule la conservation, la préservation, l'environnementalisme, l'humain, le social, l'écologie mentale et l'écologie profonde dans la recherche d'une nouvelle alliance entre société et nature.

### 1996, Thomas Berry, l'écologiste intégral
S'il a surtout utilisé le terme écologie intégrale dans des conférences et des conversations, le médiéviste Thomas Berry, un ancien prêtre catholique passioniste, forge le terme d'écologiste intégral comme guide spirituel normatif d'une spiritualité écologique dans un essai de 1996, An Ecologically Sensitive Spirituality compilé en 2009 dans The Sacred Universe.
Pour lui, l'écologiste intégral est un porte-parole de la planète dans son aspect à la fois physique et sacré, au même titre que le prophète est celui de la divinité, le yogi de la spiritualité intérieure et le saint dans la foi chrétienne. À travers l'écologiste intégral, notre compréhension scientifique de l'univers se transforme en une tradition de sagesse.
Thomas Berry plaide pour une nouveau narratif qui démontre que chaque aspect de l'univers est intégral avec une totalité organique unique.
Alors que la conscience humaine avait intégré l'expérience d'un monde cyclique où se renouvelent sans cesse les saisons, où la vie et la mort se succèdent, la science présente maintenant l'émergence d'un nouvel univers avec un modèle évolutionniste, une temporalité avec des séquences successives de transformations irréversibles. Nous devons commencer à réaliser que notre volonté peut occasionner des dommages temporels qui sont aussi des dommages éternels.

### 2000, Ken Wilber, écologie et théorie intégrale
En 1995 Ken Wilber, un théoricien New Age, publie Sex, Ecology, Spirituality, un épais livre de plus de 800 pages dont une version abrégée, A Brief History of Everything, sort en 1996. Son approche transpersonnelle cherche à surpasser l'écophilosophie et critique l'écologie profonde et l'écoféminisme, des courants de l'écologie autour desquels le débat faisait déjà rage à l'époque. Mais l'expression écologie intégrale n'apparaît pas encore dans ses écrits.
Ken Wilber est le créateur d'un schéma d'appréhension du monde sous trois aspects, physique, mental et spirituel (body, mind, soul) appelé AQAL pour “all-quadrant, all-level”. Le schéma répartit le long d'axes le collectif et l'individuel, l'intérieur et l'extérieur et dans les quadrants le je (intention), le nous (culture), le il (comportement) et le eux(société).
C'est dans A Theory of Everything : an integral vision for business, politics, science, and spirituality, publié en 2000, que le terme écologie intégrale apparaît pour la première fois chez Wilber, dans un court chapitre validant ses réflexions antérieures sur l'écologie.
Intitulé écologie intégrale, ce chapitre fait partie de la section « Real World » (Le monde réel) qui liste tous les domaines d'applications de sa théorie. Peuvent devenir ainsi devenir intégrales aussi bien la politique que la gouvernance, la médecine, le monde des affaires, l'écologie ou la mise en valeur des minorités.

### 2009, Michael E. Zimmerman et Sean Esbjörn-Hargens, les écologies intégrales
Le modèle Aqal de Wilber est repris en 2009 par Michael E. Zimmerman et Sean Esbjörn-Hargens dans Integral ecology: Uniting Multiple Perspectives on the Natural World (« L'écologie intégrale : unifier diverses visions du monde naturel »).
Le diagramme leur permet de schématiser les différents courants de pensée de l'écologie et de l'environnement. Il synthétise huit visions écologiques du monde à travers des profils comme l'éco-manager, l'éco-holiste, l'éco-radical ou l'éco-sage et leurs canaux d'expression comme l'expérience, les comportements, les cultures et les systèmes.
Il y systématisent l'approche de l’écologie intégrale mais ils s'ouvrent également à d'autres courants comme Berry, Boff ou Morin dans le but de faire émerger toute une variété d'écologies intégrales.

### 2000, Alain de Benoist, une écologie intégrale néopaïenne
Le terme exact d'écologie intégrale en langue française apparaît pour la première fois en 2000 dans le Manifeste pour une renaissance européenne coécrit par Alain de Benoist et Charles Champetier pour le Grece. Après une première version parue en février 1999 dans le no 94 de la revue Éléments sous le titre « Manifeste : la Nouvelle Droite de l'an 2000 », il est publié en 2000 par le GRECE dans une version remaniée et collective. Le point 12 du manifeste s'intitule « Contre la démonie technicienne, pour une écologie intégrale ».
Alain de Benoist y conteste la position exclusive que le christianisme et l'humanisme ont assigné à l'homme et propose le développement d'une conscience de notre coexistence mutuelle avec le cosmos. Considérant la modernité comme une faillite et le libéralisme comme le pire ennemi, il théorise une forme d'écologie profonde radicale rejetant à la fois le productivisme et le prométhéisme technicien et prônant la décroissance, avec un enracinement local et un rejet de l'immigration.
Ce discours fait écho notamment à la thèse de l’historien américain Lynn White Jr. en rupture avec l’anthropocentrisme chrétien. Publié pour la première fois en 1967 dans Science et objet de nombreux débats à l'international, The Historical Roots of Our Ecologic Crisis est passé relativement inaperçu en France, mais Krisis, la revue d’Alain de Benoist, publie en français le texte de Lynn White Jr. Les racines historiques de notre crise écologique en 1993 dans un numéro spécial sur l'écologie.
La manifeste de 2000 de la Nouvelle Droite antichrétienne, inspiré par les propos de Lynn White Jr., expose son rejet violent des valeurs et des dogmes monothéistes et prône un néopaganisme idéalisant les paganismes antiques et les sociétés traditionnelles.

### 2007, Falk van Gaver, une écologie intégrale catholique
En France toujours, le terme est utilisé en 2007 par Falk van Gaver, un anarchiste chrétien issu d'un milieu d'extrême droite et proche de Monseigneur Rey, dans un article intitulé Pour une écologie intégrale publié dans le bimensuel catholique traditionaliste L’homme nouveau,.
En 2011, dans L'Écologie selon Jésus-Christ, un livre préfacé par l'écologiste chrétien Jean Bastaire, Van Gaver y développe la notion d'écologie chrétienne comme écologie intégrale, aussi bien humaine que naturelle, s'opposant aux reproches d'indifférence à la nature et de manque de responsabilité écologique adressés à la tradition judéo-chrétienne.
Il y aurait « une pensée intégralement écologique parce que pleinement catholique, et une vie intégralement écologique parce qu'intégralement évangélique ».
L'affirmation de Van Gaver que le concept d’écologie intégrale serait d’abord un concept chrétien, voire, « la traduction laïque, à l’usage de tous, chrétien ou non, de l’écologie chrétienne » est contestée.

### 2014, Gaultier Bès, l'écologie intégrale deLimite
En 2014 en France, Gaultier Bès, le cofondateur en 2013 des Veilleurs, un mouvement associé à La Manif pour tous, publie avec Marianne Durano et Axel Norgaard Rokvam un livre manifeste Nos Limites. Pour une écologie intégrale qui tente d'articuler les positions morales catholiques et les luttes anticapitalistes.
La critique de la mondialisation, de la pollution, du malthusianisme et des manipulations du vivant y côtoient l'éloge de la sobriété volontaire, la famille traditionnelle et l'État-nation qui permet l'enracinement.
Ils lancent en septembre 2015 une nouvelle revue du nom de Limite, Revue de l’écologie intégrale. Le sous-titre écologie intégrale renvoie à l'encyclique Laudato Si' du pape François publiée en juin 2015. La revue « écolo catho » conservatrice et antilibérale d’inspiration catholique, lie l’écologie environnementale aux questions de bioéthique.
Faute d'abonnés suffisants, la revue cesse de paraître en automne 2022 après sept ans d'existence.

### 2015, Peter Turkson, concepteur de l'écologie intégrale deLaudato si'
Le cardinal Peter Turkson, alors président du Conseil Pontifical Justice et Paix, est considéré comme étant le concepteur de l'écologie intégrale dans l'encyclique Laudato si' dont il est l'auteur de la version initiale et le promoteur dans le monde au moment de sa parution en juin 2015.
Le 5 mars 2015, il prononce un discours à l’Agence irlandaise catholique d’aide pour le développement international. Dans ce discours en langue anglaise, prélude à la publication de la prochaine encyclique du pape François, le cardinal Turkson explique ce que l’Église entend lorsqu’elle parle d’écologie et que la formule à retenir est celle d’écologie intégrale : « Nos efforts en ce sens requièrent une approche intégrale de l'écologie qui ne se limite pas aux solutions scientifiques, économiques ou techniques. ».

### 2015, pape François, l'écologie intégrale de l'encycliqueLaudato si'
Le 18 juin 2015, le pape François rend publique  Laudato si’, la première encyclique entièrement consacrée au thème de l’écologie. Avec comme titre les premiers mots du Cantique de frère Soleil, l'accent est mis sur François d’Assise, déjà proclamé saint patron des écologistes en 1979 par Jean Paul II et le saint auquel Jorge Mario Bergoglio a emprunté son nom de pontife.
Le terme « écologie intégrale » figure d'abord en référence à François d'Assise :
« Je crois que saint François est l’exemple par excellence de la protection de ce qui est faible et d’une écologie intégrale, vécue avec joie et authenticité. » (LS, 10).
Le chapitre quatre de l'encyclique est intitulé « écologie intégrale ».
Le pape y définit une écologie intégrale » remettant en cause les modes de vie et liant intimement à l'approche écologique une approche sociale intégrant « la justice dans les discussions sur l’environnement, pour écouter tant la clameur de la Terre que la clameur des pauvres. ».
« Étant donné que tout est intimement lié, et que les problèmes actuels requièrent un regard qui tienne compte de tous les aspects de la crise mondiale, je propose à présent que nous nous arrêtions pour penser aux diverses composantes d’une écologie intégrale, qui a clairement des dimensions humaines et sociales. »(LS, 137).
Cependant, le pape ne donne pas une définition claire du terme écologie intégrale qui reste quelque peu insaisissable. Ce manque de précision ne reflète pas seulement la complexité du concept mais aussi le style elliptique propre au pape François. Il indique ce que le terme connote mais ne fournit pas la moindre définition compréhensive.
A cause de la similarité des idées, on peut supposer que des versions antérieures de l'écologie intégrale proposées par Ken Wilber, Leonardo Boff et Thomas Berry auraient pu, dans une certaine mesure, fournir une inspiration au pape François.
L'expression Cri de la terre, cri des pauvres fait écho au travail du théologien de la libération Leonardo Boff.
L'expression écologie intégrale est considérée comme un néologisme dans le vocabulaire papal. Le terme exprime également une évolution de la doctrine sociale catholique. Jean Paul II et Benoît XVI insistaient sur la préservation de l'écologie humaine conjointement à l'écologie naturelle, l'écologie intégrale regroupe et lie les deux concepts sous un seul vocable.

### 2018, Tribune dansLe Monde, clarification de la notion d'écologie intégrale
Le 24 juillet 2018, une tribune est publiée dans le journal  Le Monde sous le titre L’écologie intégrale n’est pas ce que vous croyez. Un collectif d’intellectuels proches des milieux chrétiens veulent clarifier la notion d’écologie intégrale, en la distinguant d’une écologie prônée par des intégristes qui chercheraient à confondre intégral et intégriste.
Cette tribune vise à clarifier la notion d'écologie intégrale qui, en France, fait l’objet d’une interprétation équivoque, éloignée de l’élan que Laudato si’ suscite dans le monde entier et de l'expérience locale des chrétiens engagés.
L’écologie intégrale est une expression utilisée depuis plusieurs années qui apparaît à sept reprises dans l’encyclique Laudato si’.
Elle est conçue pour répondre conjointement au « cri de la terre et cri des pauvres » par un pape issu d’Amérique du Sud où les militants écologistes impliqués aux côtés des plus pauvres et des autochtones laissent parfois leur vie dans leurs luttes.
Un concept de l'écologie intégrale loin de l’interprétation qui voudrait confondre intégral et intégriste émise par un bastion du néoconservatisme, un courant loin d’être représentatif des chrétiens et encore moins majoritaire.
Pour le collectif signataire de la tribune, l’écologie intégrale n’implique pas le nationalisme, ne se réduit pas à la bioéthique et n’est pas un programme politique.

### 2019, Delphine Batho, une écologie intégrale laïque
En janvier 2019, dans la perspective des élections européennes de mai 2019, Delphine Batho, présidente de Génération Écologie, publie Écologie intégrale. Le manifeste. La préface est de l'universitaire Dominique Bourg, directeur de la revue La pensée écologique et auteur en 2017 avec l'économiste Christian Arnsperger d' Écologie intégrale. Pour une société permacirculaire. Le manifeste propose, comme nouveau fondement du politique, une écologie intégrale laïque, « la laïcité étant la condition de toute spiritualité ou écologie intérieure libre ». Cette écologie intégrale politique se veut aussi démocratique, républicaine, écoféministe et attachée au droit à l’avortement et à la PMA-GPA.

### 2019, Dominique Bourg, une écologie intégrale sans enjeux bioéthiques
En juin 2019, après avoir initialement donné son accord, Dominique Bourg annonce refuser de participer à la première université d’été du Collectif citoyen pour une écologie intégrale dont la revue Limite est un des cofondateurs. De peur d’être assimilé à des courants néoconservateurs, il refuse que son écologie intégrale soit associée à l’écologie humaine prônée par le catholicisme qui met en jeu la bioéthique (refus de l’avortement, de la PMA...). Pour lui, la technique se pose clairement en des termes différents pour les écosystèmes et pour l’homme.

## Dans le catholicisme

### Une longue maturation dans les milieux catholiques depuis la fin des années 1960
Comme le souligne l'écologue catholique Jean-Pierre Raffin, avant que n'apparaisse explicitement l'expression « écologie intégrale », les préoccupations écologiques étaient déjà prises en compte par certains croyants. En septembre 1968, l’UNESCO organise une conférence intergouvernementale sur les ressources de la biosphère : « L'homme et ses écosystèmes : l'objectif d’un équilibre dynamique avec le milieu satisfaisant les besoins physiques, économiques, sociaux et spirituels ». De cette conférence intergouvernementale naîtra, en 1971, le programme international MAB (Man and Biopshere : l'Homme et la Biosphère). Dès le début des années 1970, le pape Paul VI exprime des préoccupations écologiques : le 16 novembre 1970, il intervient sur ce thème à l'occasion du 25e anniversaire de la FAO à Rome ; en 1971, pour le 80e anniversaire de l'encyclique Rerum Novarum de Léon XIII, il identifie dans sa lettre apostolique Octogesima adveniens l'environnement comme l'une des thématiques sociales émergentes que l’Église doit désormais considérer sérieusement ; en juin 1972, il envoie un message pour l'ouverture de la conférence des Nations unies sur l'environnement de Stockholm.
Le 20 novembre 1979, soit un an après son élection, le pape Jean-Paul II promulgue saint François d'Assise « patron devant Dieu de tous ceux qui font la promotion de l’écologie ». Jean-Paul II interviendra tout au long de son pontificat, pratiquement chaque année, sur le thème de « l’écologie » ; ses interventions ont été publiées à titre posthume dans Les gémissements de la Création - Vingt textes sur l'écologie en 2006.
Dans son important message du 1er janvier 1990 à l'occasion de la journée mondiale de la paix, « La Paix avec Dieu créateur, la paix avec toute la création », le pape Jean-Paul II fait l'éloge de l'écologie, constatant les menaces qui pèsent sur la paix « à cause des atteintes au respect dû à la nature, de l'exploitation désordonnée de ses ressources et de la détérioration progressive dans la qualité de la vie » ; il présente la crise écologique comme un « problème moral » et déclare que « le problème écologique a pris aujourd’hui de telles dimensions qu’il engage la responsabilité de tous ». L'expression « écologie intégrale » n'est pas encore employée.
Les 8 et 9 septembre 1990, un colloque pluridisciplinaire « Sauvegarde et gérance de la Création » est organisé, à Paris, par Pax Christi, au cours duquel interviennent des théologiens, des philosophes, des écologues, des médecins, des économistes, des enseignants, des élus, etc. L’essentiel des communications est rassemblé dans l’ouvrage « Sauvegarde et gérance de la Création ».
Le 29 octobre 1995 est lancé l'appel de Klingenthal[Quoi ?] à la fin du colloque international « Écologie, éthique, spiritualités », organisé par Pax Christi-France en octobre 1995, face aux défis de la sauvegarde de la planète. Il est suivi par plusieurs rencontres scientifiques, pluridisciplinaires et interreligieuses autour de l'eau, de l'air, de la terre, de la forêt et de la biodiversité.

### L'encycliqueLaudato si'
L'expression se trouve sous la plume du pape François dans son encyclique Laudato si' publiée en juin 2015.
En employant l'adjectif « intégral », François s'inscrit dans la lignée de ses prédécesseurs : Jean XXIII définissait le bien commun dans l'encyclique Mater et Magistra (1961) par l'« ensemble des conditions sociales qui permettent et favorisent dans les hommes le développement intégral de leur personnalité », et parle également dans l'encyclique Pacem in Terris (1963) de « développement intégral dans l'éducation de la jeunesse ». En 1967, Paul VI théorise le premier la notion de développement humain intégral dans son encyclique Populorum progressio. Développée ensuite par Jean-Paul II (Centesimus annus, 1991) et Benoît XVI (Caritas in veritate, 2009), cette dénomination aboutira à une conception originale du développement, en rupture avec le projet moderne d’un développement économique et technique. Elle recouvre la vision chrétienne d’un développement de l’humanité qui réponde au projet de Dieu créateur. C’est un développement qui équilibre les dimensions économiques, sociales et environnementales, sans occulter la dimension spirituelle et la solidarité, autant avec tous les habitants de la planète qu’avec les générations futures. C’est le développement de tout l'homme, et de tous les hommes en respectant les piliers de la Doctrine sociale de l'Église : respect de la dignité de chacun, option préférentielle pour les plus
démunis, destination universelle des biens et attention à ce que le bien commun profite à tous, solidarité, subsidiarité (agir et décider au plus près de, agir avec et pas à la place de, agir dans les limites de ses compétences, respecter le travail et les compétences des plus petits…).

#### Définition
Le concept d'écologie intégrale prôné par la religion catholique intègre les aspects environnementaux, économiques, sociaux (les trois piliers du développement durable), culturels et de la vie quotidienne, le principe du bien commun et la justice entre générations. Portée par l'encyclique Laudato si' du pape François sur la « sauvegarde de la maison commune » (2015), elle considère que ces composantes sont interdépendantes et que les problèmes actuels requièrent un regard qui tienne compte de tous les aspects de la crise mondiale.
L'écologie chrétienne est une écologie intégrale, aussi bien humaine que naturelle. En effet, dans son message du 1er janvier 2007, journée mondiale de la paix, le pape Benoît XVI a exprimé son attachement profond à une écologie authentique car complète :

« Dans l'encyclique Centesimus annus, Jean-Paul II écrit : "Non seulement la terre a été donnée par Dieu à l'homme qui doit en faire usage dans le respect de l'intention primitive, bonne, dans laquelle elle a été donnée, mais l'homme, lui aussi, est donné par Dieu à lui-même et il doit donc respecter la structure naturelle et morale dont il a été doté". C'est en répondant à cette consigne, qui lui a été donnée par le Créateur, que l'homme, avec ses semblables, peut donner vie à un monde de paix. en plus de l'écologie de la nature, il y a donc une "écologie" que nous pourrions appeler "humaine", qui requiert parfois une "écologie sociale". Et cela implique pour l'humanité, si la paix lui tient à cœur,, d'avoir toujours plus présents à l'esprit les liens qui existent entre l'écologie naturelle, à savoir le respect de la nature, et l'écologie humaine. L'expérience montre que toute attitude irrespectueuse envers l'environnement porte préjudice à la convivialité humaine, et inversement. »

Lors d'une autre journée mondiale de la paix, le 1er janvier 2010, le message de Benoît XVI s'intitulait « Si tu veux la paix, protège la création » :

« Le respect de la création revêt une grande importance car "la création est le début et le fondement de toutes les œuvres de Dieu" et, aujourd'hui, sa sauvegarde devient essentielle pour la coexistence pacifique de l'humanité. Si en effet, à cause de la cruauté de l'homme envers l'homme, nombreuses sont les menaces qui mettent en péril la paix et le développement intégral authentique de l'homme - guerres, conflits internationaux et régionaux, actes terroristes et violations des droits de l'homme - les menaces engendrées par le manque d'attention — voire par les abus — vis-à-vis de la terre et des biens naturels, qui sont un don de Dieu, ne sont pas moins préoccupantes. C'est pour cette raison qu'il est indispensable que l'humanité renouvelle et renforce "l'alliance entre l'être humain et l'environnement, qui doit être le miroir de l'amour créateur de Dieu, de qui nous venons et vers qui nous allons." »

#### La question écologique
Tout comme il y eut une question sociale au XIXe siècle, il y a une question écologique au XXIe siècle. Mais l'écologie, « science de la maison » selon l'étymologie, serait bien trop souvent tronquée. C'est pourquoi une écologie intégrale se veut être une écologie complète, non seulement humaine et naturelle, mais aussi temporelle et spirituelle. On en trouve de nombreux axes dans le Magistère, dans les écrits des papes, notamment Jean-Paul II et Benoît XVI (déjà cités), mais aussi dans le Catéchisme et dans la doctrine sociale de l'Église, ainsi que dans toute la Tradition chrétienne à travers les siècles, chez tous les grands saints d'Orient et d'Occident de deux mille ans de christianisme. On en trouve des bases dans toute la Bible, à commencer par la Genèse, mais aussi les Psaumes, les Proverbes, la Sagesse et le Nouveau Testament (Évangiles, Épîtres, Apocalypse…). La question écologique est centralement présente dans toute la Bible, par exemple dans cette phrase de Jésus de Nazareth : « Allez et évangélisez la Création tout entière ».
La question écologique est une question moderne, car c'est surtout la modernité qui a posé la nature comme problème et donc l'écologie sous le mode de la crise. L'écologie intégrale entend se pencher sur le monde d'avant la question écologique et voir ce que la tradition chrétienne, des origines à nos jours, dit de la nature, afin d'apporter des éléments de réponse à cette crise majeure du XXIe siècle, qui à terme met en péril l'humanité elle-même. L'écologie intégrale estime qu'il est profitable de découvrir la permanence centrale de la « pensée écologique chrétienne », bien souvent ignorée du grand public, même catholique.
La question écologique - de même que la question sociale et la plupart des grandes questions de l'humanité - est avant tout une question morale. Cette morale peut prendre la forme d'une éthique de responsabilité ou d'une éthique de conviction. L'éthique de responsabilité, qui est une morale de l'utilité, serait plus légitime que l'éthique de conviction, qui est morale de principe. En écologie, on en appelle souvent à l'éthique de responsabilité, comme on le voit avec le philosophe allemand Hans Jonas et son « Principe responsabilité », ce qui est une bonne chose, mais n'est pas suffisant.

#### Réception
La publication de l'encyclique Laudato si' sur l'écologie intégrale suscite un certain nombre de réactions positives dans la communauté internationale.
Mais la Conférence des évêques catholiques des États-Unis donne un accueil réservé à la question écologique soulevée par le pape François. Plutôt focalisés sur des questions éthiques comme le mariage pour tous et l'avortement, beaucoup d'évêques américains ne voient pas le changement climatique comme une question vitale et ne s'impliquent pas dans des actions écologiques. L'évêque conservateur de Rhode Island Thomas Tobin commente ainsi l'encyclique papale : « Le message du pape mérite une étude attentive et une discussion prudente de la part des catholiques et de tous ceux qui se préoccupent de cette question ».  La plupart des évêques nord-américains restent silencieux sur les questions de changement climatique, et l'assemblée des évêques nord-américains ne traite officiellement du sujet de l'écologie intégrale pour la première fois qu'en 2024, soit près de 10 ans après la parution de l'encyclique.
En Amérique du sud, des communautés autochtones reçoivent positivement l'écologie intégrale de l'église catholique et s'appuyent sur elle pour renforcer leur lutte contre les politiques extractivistes des industries minières qui menacent l'environnement et le mode de vie des populations comme au Pérou.
En 2023, le réseau écologique ecclésial de Mésoamérique (REMAM) milite auprès de l'Assemblée nationale du Panama pour qu'elle rejette un contrat autorisant l'ouverture de la plus grande mine de cuivre à ciel ouvert d'Amérique centrale, négocié par le gouvernement du Panama et Minera Panamá, une filiale de la société canadienne First Quantum Minerals Ltd.
En 2024, Juan Antonio López, un écologiste hondurien, membre du Remam, est assassiné après avoir été la cible de menaces en raison de sa lutte contre les projets miniers au Honduras.
En France, le label Église verte, créé en 2017, est une application de l'écologie intégrale dans les communautés chrétiennes.
Selon Ségolène Royal, ministre française de l'écologie et présidente de la COP 21 qui s'est tenue en novembre 2015, l'encyclique a contribué à la dynamique de l'accord de Paris sur le climat de décembre 2015 ; elle a estimé qu'il s'agissait d'« un texte remarquable qui ne concerne pas seulement les catholiques mais a une portée universelle », et a noté qu'il constituait avant tout « un appel à l’action ».

#### Applications
Une étude européenne menée par l'Alliance Laudato Si' européenne (ELSiA) en 2024 a révélé que l'encyclique a eu un impact tangible sur 95 % des organisations catholiques en Europe. Pour 36 % d'entre elles, cela a conduit à des changements substantiels ou des transformations intégrales. Pour ces organisations, l’écologie n’est pas une « mode passagère » et a une « approche synodale », puisque les activités inspirées par l’encyclique étaient des « actions communautaires et participatives montrant un passage à des activités écologiques, pratiques et communautaires ». 82 % des organisations ont rapporté travailler avec d’autres groupes confessionnels et non confessionnels. L’implication de bénévoles est un autre fait marquant, avec 93 % des initiatives comptant sur le bénévolat.

#### Interprétations intégristes
En France, certains catholiques traditionalistes, dont certains militants de La Manif pour tous, du mouvement Les Veilleurs ou de l'Alliance VITA se sont réapproprié le concept d'écologie intégrale sous un angle réactionnaire. L'écologie humaine qu'ils prônent est une défense essentialiste de la nature humaine contre le contre-nature (homosexualité, transidentité, avortement, PMA, libéralisme mondialisé), qui aurait conduit la civilisation occidentale à rompre avec l'ordre naturel et avec sa terre, menant à sa décadence. Ils promeuvent donc le retour à un ordre social traditionnellement hiérarchisé et conforme à la nature,,.
À l'avant-garde de ce mouvement, Eugénie Bastié et Gaultier Bès ont cofondé Limite, une revue conservatrice opposée en bloc au libéralisme, qu’il soit culturel ou économique. Leur utilisation de l'écologie intégrale peut être apparentée à de l'écoblanchiment (greenwashing en anglais) pour leur militantisme particulièrement conservateur sur les questions de genre,,.
À propos de ce groupe, le chercheur Jean-Louis Schlegel explique qu'« il s’agit d’être « conservateur » authentiquement, intégralement, radicalement, dans la vie quotidienne comme dans les combats publics : conservateur de la planète dans toutes ses dimensions, mais aussi conservateur du corps humain, de la famille, du domestique, du local. »

Les sociologues Étienne Grésillon et Bertrand Sajaloli ajoutent : 

« Cette écologie intégrale moralisatrice et traditionaliste ressurgit ainsi à la faveur des discours contre le mariage homosexuel. Mais, instrumentalisant l'écologie, notamment dans son champ défense de la vie, récupérant et mettant au service de valeurs très conservatrices la réflexion engagée au sein du catholicisme sur les rapports homme-nature, ce mouvement est loin d'être partagé par tous les catholiques. […]
La notion d'écologie humaine […] en plaçant la question morale du respect de la vie humaine au centre du débat détourne le croyant de la nature et des enjeux environnementaux. »

## Dans la politique

### Les écologies intégrales d'extrême-droite
Les liens entre écologie et extrême droite se créent en France au milieu des années 1970. Ils sont intégrés dans les publications à partir des années 1980 et se développent essentiellement dans la Nouvelle Droite par le biais du Groupement de recherche et d’études pour la civilisation européenne (GRECE). La réflexion écologique à l'extrême droite devient un point doctrinal important à partir des années 2000-2010.
Une nouvelle génération conservatrice catholique se déclarant « révolutionnaire » ne dépasse pas le clivage gauche/droite, mais reproduit le positionnement politique radicalement à droite des générations antérieures.
Que leur filiation soit directe ou indirecte, et même s'ils ne l'assument pas toujours, les nouveaux conservateurs sont essentiellement des héritiers de la Nouvelle droite d’Alain de Benoist.
Le concept d'écologie intégrale est porté en France par une succession de figures d'extrême-droite, du royalisme d'Action française avec Jean-Charles Masson en 1984, à la Nouvelle Droite d'Alain de Benoist dans les années 1990, puis par des militants de la Manif pour tous comme Falk van Gaver entre 2007 et 2017, des Veilleurs comme Gauthier Bès de 2014 à 2022 ainsi que des groupuscules d'ultradroite dans les années 1980-1990 et les années 2023-2024.
Ces conceptions réactionnaires de l'écologie intégrale sont contestées par des milieux chrétiens libéraux et des écologistes laïques, mais le terme d'écologie intégrale en France reste marqué par son utilisation dans des milieux intégristes et d'extrême-droite.

#### Alain de Benoist et le GRECE
En 1969, le philosophe d’extrême droite Alain de Benoist fonde officiellement le Groupement de Recherche et d’Études pour la Civilisation Européenne (GRECE). Le mouvement métapolitique de la Nouvelle Droite qu'il y anime influence la plupart des partis de droite et d’extrême droite européens à partir des années 1970.
Alain de Benoist propose un nouveau concept combinant les thèmes traditionnels de la droite avec un écologisme de préservation de l’environnement comme tradition, un régionalisme à travers une protection des identités culturelles des différents peuples indigènes, un socialisme comme défense des groupes vulnérables et interclasses, un fédéralisme opposé au centralisme de droite et un communautarisme opposé à l’individualisme.
En 1975 le GRECE publie un ouvrage d'Alain de Benoist intitulé Qu’est-ce que l’enracinement ? Pour lui la critique de la société moderne provient du fait que « cette modernité-là déracine ». Il défend la thèse de l’existence d’un instinct territorial, défini par l’éthologue Robert Ardrey comme un attachement de l'homme à une terre qui serait lié à une disposition instinctive à s’identifier avec ceux qui lui ressemblent.

#### Jean-Charles Masson - Jalons pour un écologisme intégral
C'est également la lutte contre le déracinement qui est au coeur du propos du militant royaliste Jean-Charles Masson dans Jalons pour un écologisme intégral, un article publié en deux parties en 1984 dans le mensuel de l’Union Royaliste Provençale « Je suis français ».
Face à une modernité qu'il estime décadente et médiocre, Masson fait le constat que « l’esprit révolutionnaire et l’individualisme égoïste se développent sur le déracinement économique » dont « l’inhumanité des villes, le sac de la nature ne sont que les effets visibles ». Masson appelle alors à un « réenracinement » pour « dénomadiser » la France, un changement radical de société dans tous ses aspects qui justifie le qualificatif d’« intégral ».
Inspiré par le nationalisme intégral prôné au début du XXe siècle par Charles Maurras dans les cercles royalistes de l'Action française, l'écologisme intégral de Masson est « la défense de l’homme total tel que le définit la tradition latino-chrétienne » illustré par le symbole de la croix, celui d'un homme enraciné dans la tradition et au lieu de ses ancêtres.
L'article de Masson de 1984 est mentionné par Libération en 2019 pour tracer les sources du discours environnementaliste dans la politique du Rassemblement national. Jalons pour un écologisme intégral est considéré comme une des premières occurrences du terme écologie intégral en français et cité par plusieurs médias.
Dès 2011, des royalistes se réapproprient le terme. Dans les années 2020, ils remettent la question environnementale à l'ordre du jour, tout en reconnaissant qu'à l'époque, dans leur parti, elle n'était abordée que sur ses marges.

#### L'ultra-droite identitaire
Dans les années 1980 et 1990, une frange de l'ultradroite radicale identitaire s'insurge contre les excès techniques et scientifiques, les dérives productivistes et mercantiles qui dénaturent l'homme et cultive une vision conservatrice et nostalgique d'un ordre naturel.
Le réflexe identitaire contre le modernisme et le progrès se traduit par une volonté de réenracinement, une défense des terroirs, la conservation d'un cadre de vie traditionnel. « L'écologie qu'ils prônent est intégrale » constate Eric Rossi dans son livre par en 1995, La Tentation néo-fasciste.

#### Alain de Benoist, l'écologie intégrale du manifeste de la Nouvelle Droite
En 1993, dans un numéro spécial sur l'écologie de sa revue Krisis, Alain de Benoist publie en français un texte de l’historien américain Lynn White Jr., The Historical Roots of Our Ecologic Crisis, Les racines historiques de notre crise écologique.
La conférence donnée en décembre 1966 par White devant les membres de l’American Association for the Advancement of Science fait l'effet d'un séisme. Le texte est publié dès 1967 par la revue Science, traduit et réédité et fait l'objet de nombreux débats, mais il passe relativement inaperçu en France. La formule de White « Le christianisme, surtout dans sa forme occidentale, est la religion la plus anthropocentrique que le monde ait connue », résume sa critique de l’anthropocentrisme chrétien comme responsable de la catastrophe écologique.
Alain de Benoist forge le terme exact en langue française d'écologie intégrale dans le Manifeste pour une renaissance européenne qu'il coécrit avec Charles Champetier pour le GRECE. Après une première version parue en février 1999 dans le no 94 de la revue Éléments sous le titre Manifeste : la Nouvelle Droite de l'an 2000, il est publié en 2000 par le GRECE dans une version remaniée et collective.
Le point 12 du manifeste s'intitule Contre la démonie technicienne, pour une écologie intégrale. Alain de Benoist y conteste la position exclusive que le christianisme et l'humanisme ont assigné à l'homme et propose le développement d'une conscience de notre coexistence mutuelle avec le cosmos. Considérant la modernité comme une faillite et le libéralisme comme le pire ennemi, il théorise une forme d'écologie profonde radicale rejetant à la fois le productivisme et le prométhéisme technicien et prônant la décroissance, avec un enracinement local et un rejet de l'immigration.
Le manifeste de 2000 de la Nouvelle Droite antichrétienne est largement inspiré par les propos de Lynn White Jr. et expose un rejet violent des valeurs et des dogmes monothéistes, prônant un néopaganisme idéalisant les paganismes antiques et les sociétés traditionnelles.

#### Falk van Gaver - Pour une écologie intégrale
En France en 2007 l'anarchiste chrétien évoluant dans les milieux d'extrême droite Falk van Gaver, publie Pour une écologie intégrale dans le bimensuel catholique traditionaliste L’homme nouveau.
À l'époque jeune diplômé de Sciences-Po, militant chrétien et proche des milieux royalistes varois, il est engagé à l’Observatoire socio-politique du diocèse de Fréjus-Toulon mis en place par Mgr Dominique Rey.
Activiste de La Manif pour tous, van Gaver regrette plus tard les outrances de son engagement chrétien militant autour du mariage pour tous, notamment la publication en 2012 sur le site d’extrême droite Nouvelles de France avec son compagnon de route, l'essayiste Jacques de Guillebon, d'une tribune intitulée « L’homosexualité est un désordre ».
Jacques de Guillebon deviendra en 2015 le co-fondateur de la revue d'écologie intégrale Limite parrainée par Falk van Gaver.
Proche de la Nouvelle Droite d’Alain de Benoist, van Gaver publie des textes dans les revues Éléments et Krisis où il exprime son rejet de l'anthropocentrisme, de l’égoïsme humain et du spécisme. Il se prononce en faveur d'une pensée holique et d'une forme d'antihumanisme.
C'est dans le contexte immédiat du discours de Benoît XVI pour la Journée de la Paix le 1er janvier 2007 que Van Gaver forge la même année le terme « écologie intégrale », plus précis à son sens que le terme trop vague de l’écologie chrétienne de Jean Bastaire dans laquelle il se reconnaît. Il cherche à dépasser l’écologie humaine et l’humanisme intégral, trop anthropocentriques énoncés par le pape. Il est considéré comme l'un des théoriciens de l’écologie intégrale dans sa vision chrétienne.
En 2011, dans L'Écologie selon Jésus-Christ, un livre préfacé par Jean Bastaire, Van Gaver y développe la notion d'écologie chrétienne comme écologie intégrale, aussi bien humaine que naturelle, s'opposant aux reproches d'indifférence à la nature et au manque de responsabilité écologique adressés à la tradition judéo-chrétienne. Il y aurait « une pensée intégralement écologique parce que pleinement catholique, et une vie intégralement écologique parce qu'intégralement évangélique ». Mais l'affirmation de Van Gaver que le concept d’écologie intégrale serait d’abord un concept chrétien, voire, « la traduction laïque, à l’usage de tous, chrétien ou non, de l’écologie chrétienne » est contestée.
Abandonnant le christianisme en 2017, il considère que l'église catholique a désormais intégré la critique de Lynn White Jr de 1967 exprimée dans Les racines historiques de notre crise écologique et se réfère maintenant à une écologie intégrale comme écologie intégrée de divers aspects, humains, environnementaux, sociaux, économiques, politiques, spirituels et liturgiques.
Il prône une pensée holique et adhère à l'antihumanisme de Robinson Jeffers.
Critiquant les formes divinisées de l’humanisme et de l’anthropocentrisme qu'il considére comme de l’égoïsme humain et du spécisme, il se reconnaît en 2022 dans l'écologie radicale de partis antispécistes comme la Révolution écologique pour le vivant (REV) fondée par Aymeric Caron ou le Parti animaliste.

#### Limite, Revue de l’écologie intégrale
En 2014 en France, Gaultier Bès, cofondateur en 2013 des Veilleurs, un mouvement associé à La Manif pour tous, publie avec deux autres initiateurs des Veilleurs, Marianne Durano et Axel Norgaard Rokvam, un livre manifeste Nos Limites. Pour une écologie intégrale qui tente d'articuler les positions morales catholiques et les luttes anticapitalistes. Leur écologie intégrale se veut profondément politique pour favoriser des prises de conscience radicales, transversales et susciter de nouvelles synergies. La critique de la mondialisation, de la pollution, du malthusianisme et des manipulations du vivant y côtoient l'éloge de la sobriété volontaire, la famille traditionnelle et l'État-nation qui permet l'enracinement.
Ils lancent en septembre 2015 une nouvelle revue du nom de Limite, Revue de l’écologie intégrale. Le sous-titre « écologie intégrale » renvoie à l'encyclique Laudato si' du pape François publiée en juin 2015. La revue « écolo catho » conservatrice et antilibérale d’inspiration catholique, lie l’écologie environnementale aux questions de bioéthique.
D’« inspiration chrétienne » et cherchant à dépasser le clivage droite/gauche, la revue dénonce la surexploitation de la nature mais aussi la volonté de changer la structure « naturelle » de la famille, affichant une hostilité ouverte à l’avortement et à la contraception.
Des critiques de la revue soulignent que le branchement sur un débat politique de l’époque comme l’écologie, permet de faire de la métapolitique en introduisant des idées réactionnaires.
En mai 2019 Gaultier Bès publie une tribune dans Marianne pour contrer les accusations d'écologie identitaire adressées notamment par Libération à la revue Limite. Il réfute toute filiation maurassienne. Plutôt que du nationalisme intégral du théoricien de l'Action française, Limite se revendique selon lui de l'humanisme intégral de Maritain et de sa filiation avec Vatican II et l'encyclique Populorum progressio de Paul VI en 1963 où apparaît le concept-clef de la Doctrine sociale de l’Église, le « développement intégral de l'homme ». En 1970 et 1971, Paul VI alerte sur la nécessité de répondre à la catastrophe écologique.
Alors que le pape François a publié en juin 2015 son encyclique Laudato si' sur la sauvegarde de notre maison commune dont Limite se réclame, Bès justifie : « Pas besoin d'être grand clerc pour comprendre que l'écologie intégrale de François n'a strictement rien à voir avec le nationalisme intégral de Maurras ».
Dans un droit de réponse quelques jours plus tard, le royaliste maurassien Axel Tisserand conteste la réfutation de Bès et rappelle les liens de Maritain avec Maurras, en insistant sur le rapport que l’écologie intégrale entretient avec l’identité, le nom même de limite induisant la notion de frontière.
Libération note que la récupération du terme d’écologie intégrale fait l’objet d’une convergence marquée par des allers-retours entre deux courants de cathos ultras et d'une extrême-droite néopaïenne. Cet écologisme englobant l’être humain et ses normes est intégrée aussi bien par des milieux néopaïens que des cercles catholiques ert comporte plusieurs points doctrinaux communs: l'anti-occidentalisme, la décroissance, le différentialisme, la sacralisation de la nature, le rejet de la théorie du genre, de la PMA, de la marchandisation du monde et des corps. Ce sont les thèses d'Alain de Benoist qui sont reprises et réinterprétées par de jeunes générations de militants d'extrême-droite.
En 2020, Eve Gianoncelli note que, « pas plus qu’il ne cite Alain de Benoist, Gaultier Bès ne se réfère à Charles Maurras » et qu'il s’est depuis peu « défendu de cette accusation en mettant en avant sa filiation et celle de Limite avec l’humanisme écologique du pape François ». Mais dans son appel à la radicalité, Bès évoque Les Déracinés de Maurice Barrès et se rend à un séminaire de l’Action française en mai 2017. Pour Gianoncelli, la radicalité pour laquelle il plaide, dont l’écologie constitue la réalisation théorico-politique, « s’inscrit bien dans la Révolution conservatrice à laquelle Alain de Benoist appelle ».
Faute d'abonnés suffisants, la revue Limite cesse de paraître en automne 2022 après sept ans d'existence.

#### Le Forum de l'écologie intégrale - Lyon
L’écologie néodroitière repose sur une écologie des populations qui s’attache à combattre une mondialisation détruisant aussi bien l’ethnodiversité que la biodiversité. Elle prône le localisme, le néopaganisme et l’anti-universalisme.
En 2022, Stéphane François estime que la conception de l’« écologie intégrale » s’opposant aux OGM comme à la PMA au nom de la résistance à l’artificialisation du vivant est peut-être moins présente qu’auparavant.
À Lyon en octobre 2023, les militants du groupe d'ultradroite Lyon populaire mènent une campagne pour l’écologie intégrale fondée sur la notion de limite écologique et de lois de la nature à ne pas dépasser, considérant notamment comme contre-nature l’homosexualité ou la procréation assistée par la science.
Prônant la consommation en circuit court, le recours à l’énergie nucléaire et le refus de l'IVG, la GPA ou la transidentité, considérées commes des dérives bioéthiques, la campagne comporte des conférences, du tractage sur les marchés mais aussi du nettoyage de décharge à proximité d’un campement de gens du voyage.
Le 9 mars 2024, Lyon populaire organise son forum annuel à Lyon sur le thème de l'écologie intégrale.
La veille, la préfecture du Rhône prononce un arrêté d'interdiction de l'évènement. L'affiche du forum sur l'écologie intégrale présentait un faisceau, un symbole se référant au fascisme italien et au régime de Vichy et une croix celtique, le symbole du Groupe Union Défense (GUD), le syndicat étudiant radical d'extrême droite.
Malgré l'interdiction à Lyon et dans le département du Rhône, le forum d'écologie intégrale se tient dans une salle privée dans un village des environs de Lyon.

### L'écologie intégrale catholique non intégriste

#### La tribune «L’écologie intégrale n’est pas ce que vous croyez»
Ces visions réactionnaires de l'écologie intégrale proposées en France par différents courants d'extrême-droite et des intégristes sont remises en cause en 2018 par une tribune dans Le Monde intitulée L’écologie intégrale n’est pas ce que vous croyez. Un collectif d’intellectuels proches des milieux chrétiens veut clarifier la notion d’écologie intégrale, en la distinguant d’une écologie prônée par des intégristes qui chercheraient à confondre intégral et intégriste, émise par un bastion du néoconservatisme, un courant qu'ils estiment loin d’être représentatif des chrétiens, et encore moins majoritaire.
En France, la notion d'écologie intégrale fait en effet l’objet d’une interprétation équivoque par les conservateurs que cette tribune veut dissiper. L’élan que Laudato si’ suscite dans le monde entier et l'expérience locale de ces chrétiens engagés les amène à définir l’écologie intégrale loin de l'interprétation émise par un bastion du néoconservatisme, un courant qu'ils n'estiment pas représentatif chez les chrétiens, et encore moins majoritaire. Pour le collectif signataire de la tribune, l’écologie intégrale n’implique pas le nationalisme, ne se réduit pas à la bioéthique et n’est pas un programme politique.
Pour eux l’écologie intégrale est, d'une part, une expression utilisée depuis plusieurs années ailleurs, d'autre part, un terme marquant de l’encyclique Laudato si’ où il apparaît à plusieurs reprises.
L’écologie intégrale est proposée comme réponse au « cri de la terre et cri des pauvres » par un pape issu d’une Amérique du Sud où les militants écologistes impliquée aux côtés des plus pauvres et des autochtones laissent parfois leur vie dans leurs luttes.
L’écologie intégrale ne se réduit pas non plus à la bioéthique. Ce sujet important ne résume cependant pas ce que les chrétiens ont à dire et à faire dans un monde où les écosystèmes sont détruits à grande vitesse.
Mis en place en 2017 par le pape, le dicastère du développement humain intégral comprend à la fois la question des migrants et celle de l’écologie. De nombreux chrétiens sont engagés dans la défense de causes environnementales, et bien des ONG chrétiennes se mobilisent notamment contre les lois sur l’immigration. L’ONU estime à plusieurs dizaines de millions les migrants climatiques.

### L'écologie laïque

#### Delphine Batho et Génération écologie
Delphine Batho dans son Écologie intégrale, le manifeste combat farouchement toute interprétation qui consisterait à promouvoir des valeurs réactionnaires pour confiner les femmes au monde naturel et à leur fonction reproductrice. Vouloir travestir le sens de l'écologie intégrale pour en faire une arme contre les femmes, contre leur droit à maîtriser leur corps, contre le droit à l'avortement et à la contraception, contre les progrès de la bioéthique, contre les libertés individuelles, à commencer par la faculté de vivre librement son orientation sexuelle que l'on soit homme ou femme, est, selon elle, exactement le contraire de la révolution anthropologique nécessaire,.
Aux élections européennes de mai 2019, elle intègre la liste Urgence Écologie menée par le philosophe Dominique Bourg qui s’affirme lui aussi partisan d’une écologie intégrale selon la même approche qui récuse les motivations religieuses. Celui-ci affiche également ses distances avec l'écologie intégrale d'extrême droite de la revue Limite, qu'il voit comme une simple récupération opportuniste de la thématique écologiste au profit d'une extrême droite traditionaliste : « Pour ces antimodernes, l’écologie est aujourd’hui une aubaine. Elle leur permet de se rénover, de se réaffirmer et de reprendre une importance dans l’époque. »

#### Dominique Bourg - L'écologie intégrale, expression équivoque
Dominique Bourg, tête de liste écologiste aux élections européennes de 2019, annule la même année son intervention à l’université d’été du Collectif citoyen pour une écologie intégrale.
La présence parmi les intervenants de Tugdual Derville, directeur d’Alliance Vita, connu pour son engagement au sein de la « Manif pour tous » et son combat contre l’avortement, lui fait craindre en effet, étant placé sous la bannière de l’écologie intégrale, d’être assimilé à ces courants réactionnaires.
Dominique Bourg déplore que l’expression écologie intégrale soit désormais piégée. Il redoute la confusion entre intégral et intégriste et l’instrumentalisation du concept par les tenants d’une naturalisation des rapports sociaux, aux antipodes de ses propres positions. En tant qu'écologiste qui se reconnaît dans Laudato si, il estime que le mal est fait et que l’expression écologie intégrale est devenue si équivoque que « ce serait perdre son temps que de tenter d’en rétablir les fondements ».
Lucile Schmid, vice-présidente du laboratoire d’idées La Fabrique écologique, décide au contraire d'intervenir à l’université d’été, estimant que l'événement donne l'occasion de clarifier les choses que la rencontre et le débat sont nécessaire là où il y a une bataille culturelle.

## Dans la philosophie

### Ken Wilber et les wilbériens
Ce serait une erreur de croire que le concept d’écologie intégrale est uniquement un concept catholique ou simplement une traduction laïque de l’écologie chrétienne.
Il est développé de manière indépendante au début des années 2000 par le philosophe américain autodidacte New Age Ken Wilber à partir de sa propre théorie intégrale conçue dans les années 1990.
Ken Wilber est, avec le théologien de la libération Leonardo Boff et Thomas Berry, un des trois penseurs dont les écrits utilisent pour la première fois le terme « écologie intégrale » vers la fin des années 1990.

#### Écologie profonde
La quête de Wilber pour une écologie intégrale se fait dans le contexte de la réflexion sur l'écologie et la naissance de l'écophilosophie aux USA sur la Côte Ouest dans les années 1970.
Alors que les mesures environnementales s'y succédent aux États-Unis avec le Clean Air Act en 1970, le Clean Water Act en 1972 et le Endangered Species Act en 1973, les milieux philosophiques restent en retrait et peinent à se détacher d'une vision utilitaire de la nature alors que les mouvements politiques de défense des droits civiques, des droits des femmes et des droits de la nature se développent. 
En 1973, le norvégien Arne Naess pose les bases de l'écologie profonde dans son essai The Shallow, and the Deep, Long-Range Ecology Movements mais la grande majorité des philosophes académiques restent sur une position anthropocentrique.
L'écologiste profond critique l'environnementalisme réformiste qui lutte contre la pollution et pour la sauvegarde des espèces en danger tout en restant profondément anthropocentrique dans sa vision économique et ses standards de la vie humaine.
L'écologie profonde est peu mentionnée dans la littérature avant d'être reprise à la fin des années 1970 par des penseurs de la côte californienne comme l'éthicien Holmes Rolston III, le sociologue Bill Devall et le philosophe George Sessions. 
En 1976, avant l'avènement d'internet, Sessions publie la première newsletter d'écophilosophie, une philosophie de l'environnement qui propose une alternative à l'anthropocentrisme de la philosophie classique.
Parmi les écophilosophes deux groupes rivalisent : les écologistes superficiels et les écologistes profonds. Le journal académique américain Environmental Ethics consacré à l'écophilosophie est fondé en 1979 et le journal canadien sur l'écologie profonde The Trumpeter est créé en 1983.

#### Écodéminisme
L'émergence de la philosophie écoféministe donne lieu à un long débat éco-féminisme/écologie profonde dans les milieux de la philosophie environnementale qui s'étend sur plus de 10 ans, de la fin des années 1980 à la fin des années 1990. Il se focalise sur deux concepts de l'écologie profonde : d'une part sa critique de la philosophie occidentale et de son approche anthropocentrique du lien homme-nature, d'autre part son principe de la réalisation de soi.
Pour les éco-féministes, l'anthropocentrisme est en fait un andropocentrisme, une domination non pas de l'humain en général, mais de l'homme masculin. Le dualisme culture-nature nécessite une analyse de genre pour éclairer l'histoire de la domination de l'homme à la fois sur la femme et sur la nature. 

#### Écologie transpersonnelle
Le philosophe australien Warwick Fox crée en 1991 le terme d'écologie transpersonnelle par fusion des concepts de psychologie transpersonnelle et de philosophie écologique.
Il psychologise l'écophilosophie en appliquant le concept de réalisation du soi créé en 1989 par Arne Naess le fondateur de l'écologie profonde. Ce concept représente la différenciation du corps avec le reste du monde et la possibilité de s'identifier à la nature. Ainsi mon moi peut englober un arbre même si physiquement je reste séparé de l'arbre. Une personne autoréalisée peut ainsi éprouver à distance de la gêne ou une perte lorsque l'environnement est endommagé ou détruit
L'écologie transpersonnelle est centrée sur la notion d'expansion du soi via une série d'identifications entre le soi et l'environnement. Toutes ces formes d'identification sont destinées à développer une amitié solide entre l'humain et la planète.
Cependant, cette idée de Fox d'un soi transpersonnel fondée sur l'identification est critiquée car la nature sauvage est en dehors de notre volonté et ne peut pas devenir la créature de notre propre réalisation.

#### La théorie intégrale de Wilber
En 1977, Ken Wilber publie son premier livre The spectrum of consciousness (Le spectre de la conscience) dans lequel il tente d’unifier les connaissances de domaines spirituels très divers, orientaux, occidentaux, scientifiques, philosophiques et distingue cinq formes de l'identité.
Ken Wilber est considéré comme un pionnier et un théoricien de la psychologie transpersonnelle. Mais à partir de 1983, il prend ses distances avec la psychologie transpersonnelle pour développer sa propre vision de la psychologie intégrale, mais ce à quoi il réfère semble aller bien au-delà ce que l'on entend par là dans les autres disciplines.
La philosophie intégrale de Wilber est accueillie de manière positive par Michael E. Zimmerman en 1994 dans Contesting Earth's Future: Radical Ecology and Postmodernity.
En 1995, Wilber publie Sex, Ecology, Spirituality, un épais livre de plus de 800 pages. Il y pose la question : Pourquoi détruisons-nous Gaïa dans le but d'améliorer notre propre condition ?
Il critique l'écologie profonde et l'écoféminisme, les courants de l'écologie autour desquels le débat fait rage à l'époque sur la côte ouest américaine.
Son approche cherche à surpasser l'écophilosophie.
Une version abrégée, A Brief History of Everything, sort en 1996, elle est traduite et publiée en français en 1997 sous le titre Une brève histoire de tout.
Mais l'expression écologie intégrale n'apparaît pas encore dans ses écrits. 
Ken Wilber est le créateur d'un schéma d'appréhension du monde sous trois aspects, physique, mental et spirituel (body, mind, soul) appelé AQAL pour “all-quadrant, all-level”. Le schéma répartit le long d'axes le collectif et l'individuel, l'intérieur et l'extérieur et dans les quadrants le je (intention), le nous (culture), le il (comportement) et le eux(société).

#### Réception
Wilber suscite l'enthousiasme dans le public New Age et publie une série de livres expliquant sa théorie intégrale de la spiritualité.
S'appuyant sur les révélations des grandes traditions religieuses orientales et occidentales, sa vision globale de la théorie du tout ne prétend pas seulement transmettre différentes expériences spirituelles, elle englobe aussi des domaines aussi variés que la nature de la conscience, les théories psychologiques, l'art, la littérature, le postmodernisme, les philosophies de toute sorte, le féminisme, le sexe, l'écologie et la physique quantique pour n'en nommer que quelques uns.
L'approche schématique de Wilber est critiquée négativement par Gus diZerega en 1996 dans la revue d'écologie radicale The Trumpeter.
diZerega y voit une gnostique contradictoire et déprimante où l'homme doit passer par différents stades de développement de la conscience sans assurance de réussir.
Wilber entre en discussion avec ses contradicteurs sur les questions de pratiques intégrales et d'écologie, mais l'approche d'écologie intégrale n'apparaît pas encore à l'époque de ces discussions publiées en 1998.
Wilber développe une approche agressive vis-à-vis de ses contradicteurs et multiplie les attaques ad hominem. Son style polémique empêche un dialogue constructif avec beaucoup d'entre eux. 
Il débat cependant longuement avec l'écophilosophe Zimmerman qui avait abondamment cité Wilber dans son livre de 1994, Contesting Earth's Future, et établit avec lui des relations intellectuelles.

#### Apparition de l'écologie intégrale chez Wilber
C'est en 2000 dans A Theory of Everything : an integral vision for business, politics, science, and spirituality, que Wilber utilise pour la première fois le terme exact d'écologie intégrale dans un court chapitre validant ses réflexions antérieures sur l'écologie. Intitulé « écologie intégrale », ce chapitre fait partie d'une section « Real World » (Le monde réel) qui liste tous les domaines d'applications de sa théorie. Peuvent devenir ainsi devenir intégrales aussi bien la politique que la gouvernance, la médecine, le monde des affaires, l'écologie ou la mise en valeur des minorités.
La même année, Ken Wilber crée l'« Integral Institute » pour appliquer les approches intégrales dans divers secteurs d'activité comme les entreprises, les milieux politiques, scientifiques et religieux et soutenir sa recherche intégrale.

#### L'écologie intégrale développée par Michael E. Zimmerman et Sean Esbjörn-Hargens
En 2000, Wilber présente l'écophilosophe Zimmerman à Sean Esbjörn-Hargens, un de ses disciples. 
Les années suivantes, Zimmerman et Esbjörn-Hargens donnent des cours d'écologie intégrale à l'Integral Institute et écrivent des articles qui connectent le modèle intégral de Wilber à des questions écologiques.
Sous la direction de Wilber, ils co-rédigent l'ouvrage Integral Ecology: Uniting Multiple Perspectives on the Natural World ( L'écologie intégrale : unifier diverses visions du monde naturel) qu'ils publient en 2009.
Le diagramme Aqal de Wilber leur permet de schématiser les différents courants de pensée de l'écologie et de l'environnement. Il synthétise aussi huit visions écologiques du monde à travers des profils diveers comme l'éco-manager, l'éco-holiste, l'éco-radical ou l'éco-sage et leurs canaux d'expression comme l'expérience, les comportements, les cultures et les systèmes.
Zimmerman et Esbjörn-Hargens systématisent l'approche de l’écologie intégrale de Ken Wilber mais s'ouvrent également à d'autres courants comme les pensées intégrales de Thomas Berry, Leonardo Boff ou Edgar Morin, dans le but « de faire émerger toute une variété d'écologies intégrales ».

#### Réception deIntegral Ecology
L'écologie intégrale de Sean Esbjörn-Hargens et Michael E. Zimmerman est fondée sur les idées de Ken Wilber. Elle est présentée comme une théorie éprouvée et testée. Mais le texte est organisé de manière à orienter le lecteur uniquement à travers la pensée de Wilber sans jamais quitter ce domaine, et la théorie proposée n'est pas éprouvée par toute une série de recherches ni par plusieurs experts individuels.
Lorsque des références sont nécessaires pour étayer un propos elles sont soit absentes, soit utilisées avec parcimonie et encadrées de la manière dont Wilber lui-même les a utilisées, un processus qui est un usage non-représentatif des sources avec un manque de contre-arguments.
Les trois études présentées pour étayer le propos ne remplissent pas les conditions de la théorie même qu'ils sont censés représenter. Il manque l'intériorité et toutes s'appuyent sur un cadre de perspectives multiples mais uniquement humaines, reposant sur une définition traditionnelle de l'écologie sans prendre en compte l'intériorité des tiers non-humains inclus dans l'étude.
Il n'y a pas de discussion sur la raison pour laquelle ces études ont décidé d'opter pour la méthodologie de Wilber.
La recherche de Ridell, par exemple, ne comporte par de réflexion critique sur la raison pour laquelle l'intervention n'a pas produit le niveau attendu de protection de l'environnement.
On a également du mal à distinguer comment les auteurs et Wilber déterminent ce qu'est l'écologie. Fondé sur une seule recherche, ils déterminent que l'écologie n'a pas vraiment de définition et mélangent toutes les disciplines de la philosophie à la religion et la modernité qui ont co-opté le terme écologie ou le préfixe « éco » dans un seul ensemble sous prétexte de créer une métathéorie.
Leur texte, bien qu'organisé, apparaît au lecteur comme logiquement incohérent.
L'écologie intégrale repose sur l'affirmation qu'elle peut, et à combien plus forte raison le mouvement intégral dont elle est la composante, tout connaître.
Elle serait limitée seulement par le stade de développement des individus qui réduit les perspectives et la profondeur des actions.
Leur théorie n'est vraie que la mesure où le « Kosmos », l'univers qu'ils ont conceptualisé et dans lequel ces développements sont censés se produire, serait le seul monde existant. Mais il est difficile de se prononcer sur ce point et Wilber n'a jamais pu confirmer qu'il n'existerait pas de réalité au-delà de son Kosmos non-duel théorique.

#### Écomodernisme et climatoscepticisme
La forme d'écologie intégrale proposée par Ken Wilber et élaborée de manière plus complète par Michael Zimmerman s'aligne sur certains points avec les écomodernistes pour qui la planète peut être gérée correctement par les humains grâce à la science et la technique. Au départ heideggerien et philosophe de l'écologie profonde, Zimmerman a fait siennes la théorie intégrale et l'écologie intégrale de Wilber et adopté sa lecture multi-perspectiviste de la réalité. 
L'écologie intégrale de Wilber se méfie de l'écologie profonde des positions heidegériennes et les wilbériens comprennent la technologie comme un moteur positif de l'évolution culturelle et l'ouverture à de nouvelles dimensions.
Zimmerman adopte des positions écomodernistes. La techno-science, l'énergie nucléaire, l'agriculture intensive et les OGM permettent d'avancer. Pour lui, le marché répond au désir des individus d'améliorer leur condition en offrant le choix dans les produits et les services et la modernité, malgré les dommages qu'elle cause, peut à la fois permettre l'épanouissement de l'homme et la préservation de son habitat sur terre.
Pour apporter des solutions à une question environnementale, l'écologie intégrale affirme que la diversité des points de vue doit être mise en jeu.
Cette confrontation fait apparaître les énigmes à résoudre, par exemple, que ce qui est un problème pour un point de vue environnementaliste peut ne pas en être un pour un moderniste. Les forestiers n'ont pas le même point de vue que les écologistes profonds. Les intérêts de groupes de défense de l'environnement diffèrent de ceux des groupes pétroliers : « Les écologistes profonds revendiquent de parler au nom de la nature mais la nature n'a pas choisi de porte-parole ».
Pour les écologistes intégraux wilbériens, il est important d'affirmer que le point de vue des modernistes et le point de vue des environnementalistes contiennent chacun des vérités politiques et éthiques importantes.
La vision de Zimmerman de l'anthropocène minimise le changement climatique. Le climatoscepticisme des wilbériens est dû à leur croyance en un cosmos évolutionniste allant des formes les plus rudimentaires de la matière à un stade ultime où des êtres supérieurs hautement éclairés vivent en unité entre eux et en harmonie avec la terre. 
Zimmerman trouve que les craintes concernant le climat sont une mode que les gens suivent, mais qu'un aspirant à l'écologise intégrale fait mieux de passer du temps sur des sites qui remettent en cause les messages habituels sur le réchauffement climatique.
Il se réclame du climato-sceptique Benny Peiser et estime que la focalisation intense sur le changement climatique par les scientifiques et les milieux de la santé induit les gens en erreur, la projection du nombre de morts à cause du changement climatique faisant figure pâle à côté du nombre de morts par la malaria selon lui.
Pour lui, le réchauffement climatique verdit la planète d'une manière positive car les plantes « aiment le CO2 » et il émet des affirmations contestables quant à la relation entre l'activité solaire et le réchauffement climatique.

#### Critique du Laudato si
L'approche multiperspectiviste pour résoudre des problèmes complexes est propre à toutes les formes d'écologie intégrale. Mais certains aspects comme le rejet des sciences du climat par Zimmerman ou d'autres aspects chez Wilber le différencient notamment de l'écologie intégrale du Laudato si.
Zimmerman a une approche critique du Laudati si. Il reproche au pape François de soutenir les éco-activistes de gauche comme Naomi Klein et d'avoir une sympathie pour l'écologie profonde. Il lui reproche également de ne pas accepter l'évolutionnarisme hiérarchique du développement cosmique propre à la théorie intégrale, et donc à l'écologie intégrale.
Dans cette théorie, les stades de développement culturel sont variés et inégaux et représentent différents types de cultures. Dans ce sens, pour l'écologie intégrale wilbérienne, le modernisme serait significativement en avance sur le christianisme traditionnel.